# 漢化政策
漢化政策（かんかせいさく）とは、北魏の孝文帝が推し進めた政策。または、漢人が占領下の異民族に強制したり、あるいは中国を征服した異民族が漢人に憧れて、もしくは利便性から漢人に近づけるために、配下の異民族の習俗を漢人のものに合わせようとする政策を指す（主に須卜氏の卜氏、独孤氏の劉氏、是楼氏の高氏、乙羽氏の侯氏など）。
台湾においては、清国は高砂族などの原住民支配のため、税金、労役の軽減を条件に原住民に中国の言語を使わせ、漢化した者には漢人名と漢人の家系図を作って下賜し、漢民族意識を植え付けたとされる。

## 内容
- 胡服、胡語、胡姓の禁止

鮮卑族の風俗・習慣・官制・儀礼を全て禁止。中国風に改めた。
北魏の国姓である拓跋氏を、元氏に改めた。
- 都を、平城から洛陽に遷都した。